# Sturnira ludovici
Sturnira ludovici е вид прилеп от семейство Американски листоноси прилепи (Phyllostomidae). Видът не е застрашен от изчезване.

## Разпространение и местообитание
Разпространен е във Венецуела, Гватемала, Гвиана, Еквадор, Колумбия, Коста Рика, Мексико, Никарагуа, Панама, Салвадор и Хондурас.
Обитава гористи местности и плата в райони с тропически климат, при средна месечна температура около 23,1 градуса.

## Описание
На дължина достигат до 2,7 cm, а теглото им е около 21 g.